# Верхньоозерне
Верхньоозе́рне (рос. Верхнеозёрное) — село у складі Біляєвського району Оренбурзької області, Росія.

## Населення
Населення — 245 осіб (2010; 316 у 2002).
Національний склад (станом на 2002 рік):
- росіяни — 82 %